# Gilbert Gray
Gilbert T. Gray (* 1. Juni 1902 in Ruston, Louisiana; † 27. Juli 1981 in New Orleans) war ein US-amerikanischer Segler.

## Erfolge
Gilbert Gray nahm an den Olympischen Spielen 1932 in Los Angeles mit Andrew Libano in der Bootsklasse Star teil. Mit ihrem Boot Jupiter gewannen sie fünf der sieben Wettfahrten und beendeten die Regatta mit 46 Gesamtpunkten auf dem ersten Platz, womit sie vor dem britischen und dem schwedischen Boot Olympiasieger wurden. Bei Weltmeisterschaften sicherte sich Gray bereits 1928 mit Prentice Edrington den Titelgewinn und gewann im Jahr darauf mit diesem die Silbermedaille.
Während des Zweiten Weltkriegs arbeitete er als technischer Zeichner in der Marineindustrie, wo er Militärgerät entwarf.